# Kim Young-ok
Dans ce nom, le nom de famille, Kim, précède le nom personnel coréen.
 (novembre 2021).
Si vous disposez d'ouvrages ou d'articles de référence ou si vous connaissez des sites web de qualité traitant du thème abordé ici, merci de compléter l'article en donnant les références utiles à sa vérifiabilité et en les liant à la section « Notes et références ».
Kim Young-ok, née le 5 décembre 1937 à Séoul, est une actrice sud-coréenne.

## Filmographie

### Cinéma
- 1976 : Robot Taekwon V
- 1989 : Watercolor Painting in a Rainy Day
- 1990 : The Lovers of Woomook-baemi : la mère d'Il-do
- 1999 : White Valentine : la grand-mère
- 2004 : When Spring Comes : la grand-mère de Jae-il
- 2006 : Old Miss Diary: The Movie : Young-ok
- 2007 : Big Bang : la mère de Yang Chul-gon
- 2007 : Soo : la grand-mère de Seo
- 2008 : Public Enemy Returns : la mère de Kang Chul-joong
- 2008 : Our School's E.T. : la mère de Chung Sung-geun
- 2010 : Le Grand Chef 2: Kimchi Battle : la mère de Yeo-sang
- 2011 : Sunny : la grand-mère d'Im Na-mi
- 2012 : Bom, Nun : la mère
- 2013 : Fists of Legend : la belle-mère
- 2015 : Casa Amor: Exclusive for Ladies : la directrice Yeon Hee-jang
- 2015 : Granny's Got Talent : la grand-mère shaman
- 2015 : Moonshine Girls : la grand-mère
- 2015 : Bean Sprouts : la mère de Gong Na-mul
- 2015 : Snowy Road : Choi Jong-boon
- 2023 : Ballerina ( 발레리나) de Lee Chung-hyun : Gun dealer

### Télévision
- 2007 : Coffee Prince : la grand-mère de Choi Han-kyul (17 épisodes)
- 2008 : Chil-woo the Mighty : la femme de Mungdung (19 épisodes)
- 2009 : Boys Over Flowers : Head Maid (4 épisodes)
- 2011 : Protect the Boss : Mme Song (18 épisodes)
- 2012 : K-Pop : L'Ultime Audition : Kim Bok-soon (5 épisodes)
- 2012-2013 : Here Comes Mr. Oh : Chun Geum-soon (129 épisodes)
- 2013-2014 : Ruby Ring : Jo Il-soon (92 épisodes)
- 2014 : Birth of a Beauty : la grand-mère de Kang Kyung-hun
- 2015 : Réponds-moi 1988 : la grand-mère de Deok-sun (1 épisode)
- 2016 : Dear My Friends : Oh Ssang-boon (16 épisodes)
- 2016 : Shopaholic Louis : Choi Il-soon (15 épisodes)
- 2016-2017 : Blow Breeze : Dal-rae (53 épisodes)
- 2017 : Sesangeseo Gajang Areumdawoon Yibyeol : grand-mère Jeong (4 épisodes)
- 2017 : Live Up to Your Name : Kkot-boon
- 2018 : Rich Family's Son : Park Soon-ok (50 épisodes)
- 2018 : Ms. Hammurabi : la grand-mère d'O-reum (12 épisodes)
- 2018 : Welcome to Waikiki : la grand-mère de Jang-gun (1 épisode)
- 2018 : Amour de sorcière : Maeng Ye-soon (12 épisodes)
- 2019 : Radieuse : la grand-mère de Joon-ha (4 épisodes)
- 2019 : Love Alarm : la grand-mère de Jojo (2 épisodes)
- 2019 : Her Private Life : la grand-mère de Deok-mi
- 2020 : The King: Eternal Monarch : Lady Noh Ok-nam (16 épisodes)
- 2021 : Mouse : la grand-mère de Bong-yi (5 épisodes)
- 2021 : Squid Game : la mère de Seon Gi-hun (3 épisodes)
- 2021 : Hometown Cha-Cha-Cha : Kim Gam-ri (16 épisodes)
- 2021 : Jirisan (en) : Lee Moon-ok
- 2021-2022 : Young Lady and Gentleman (en): Jin Dal Rae
- 2022 :Tomorrow (en) (épisode 13)
- 2023 : "L'empire du Sourire" : Grand mère de Sa-Rang
- 2024 : Goodbye Earth (종말의 바보) : Kim Bo-ae